# 28 Aquilae
28 Aquilae, som är stjärnans Flamsteed-beteckning, är en dubbelstjärna belägen i den mellersta delen av stjärnbilden Örnen, som också har Bayer-beteckningen A Aquilae. Den har en genomsnittlig skenbar magnitud på ca 5,53 och är svagt synlig för blotta ögat där ljusföroreningar ej förekommer. Baserat på parallax enligt Gaia Data Release 2 på ca 9,6 mas, beräknas den befinna sig på ett avstånd på ca 339 ljusår (ca 104 parsek) från solen. Den rör sig bort från solen med en heliocentrisk radialhastighet av ca 4,5 km/s.

## Egenskaper
28 Aquilae är en gul till vit jättestjärna av spektralklass F0 III. Den har en radie som är ca 4,6 solradier och utsänder ca 54 gånger mera energi än solen från dess fotosfär vid en effektiv temperatur av ca 7 300 K.
28 Aquilae är en pulserande variabel av Delta Scuti-typ (DSCTC), som varierar mellan visuell magnitud +5,51 och 5,56 med åtminstone  två kända perioder av 0,149663 dygn eller 3,5919 timmar och 0,14045 dygn eller 3,37078 timmar.